# 伊豆金山
伊豆金山（いずきんざん）は、静岡県の伊豆地方（旧伊豆国）に散在していた金山・銀山の総称。「金山」と称されているが、実際には同地にある銀山も含んだ呼称である。
天正5年（1577年）に土肥金山が発見され、その後文禄から慶長にかけて湯ヶ島金山・縄地金山などが次々と発見された。当初は砂金の採取が主であったが、16世紀末には本格的な採鉱が行われるようになった。
16世紀末以降、伊豆国は徳川氏の支配下に入り、江戸幕府が成立すると伊豆金山はその財源として期待された。このため、慶長11年（1606年）に伊豆金山の代官を彦坂元正から佐渡金山で実績のあった大久保長安に代えて、開発の推進を図った。
『当代記』には伊豆における金銀の産出は佐渡に劣らないと評価されたが、皮肉にも積極的な開発を進めた慶長11年を境にその生産は減少を始めた。その後も生産は行われたものの、17世紀の間に急速に衰退して同世紀末にはほとんどが休山状態となった。それでも修善寺金山や毛倉野金山は明治になっても採掘が行われ、また谷川銈五郎らの尽力で近代技術を利用した旧鉱山の再開発も行われた。しかし、第二次世界大戦後は再び衰退し、昭和40年（1965年）に土肥金山、昭和46年（1971年）に縄地金山、昭和48年（1973年）に大仁金山が閉山となった。